# ام‌آی‌ام-۱۰۴پاتریوت

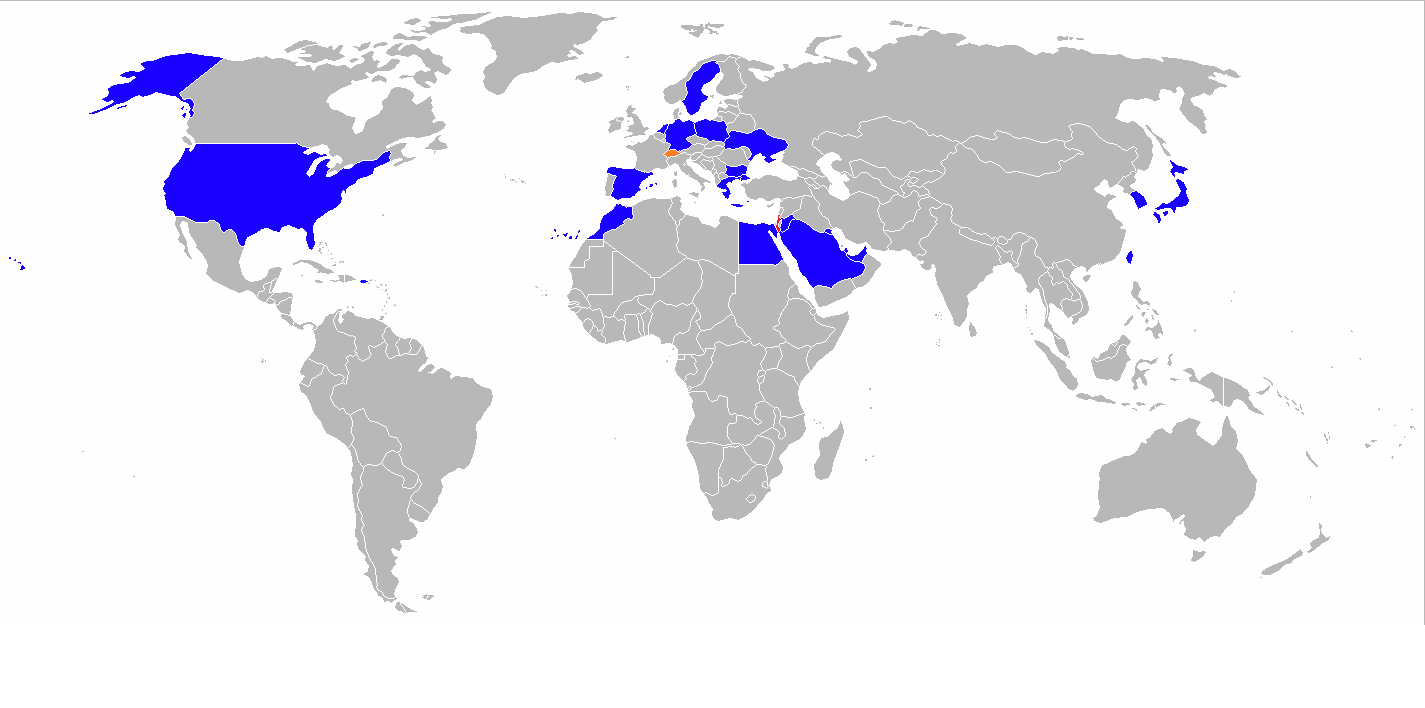

ام‌آی‌ام-۱۰۴ پاتریوت یک سامانه دفاع هوایی موشکی است که توانایی مقابله با موشک‌های بالستیک تاکتیکی، بین‌کهکشانی، موشک‌های کروز، و هواگردهای دشمن را در همه شرایط آب و هوایی و در هر ارتفاعی دارا است. ویژگی‌های کلیدی سامانه پاتریوت رادار مرکب چندکاره، هدایت تعقیب از طریق موشک و نرم‌افزار مدرن و همچنین عملکرد خودکار گسترده است. پاتریوت موشک ضد بالستیک نیروی زمینی ارتش آمریکاست و مأموریت اصلی آن دفاع در مقابل موشک‌های بالستیک است.
سامانه موشکی پاتریوت، برای نخستین‌بار در سال۱۹۹۱ برای دفاع از عربستان‌ سعودی و اسرائیل در جنگ خلیج‌ فارس به‌کار گرفته شد. طراحی این سامانه از سال ۱۹۶۹ و تولید آن از سال ۱۹۷۶ شروع شده و در سال ۱۹۸۱ وارد خدمت رسمی در ارتش آمریکا شد و جایگزین سامانه موشکی هاوک به عنوان سامانه دفاع هوایی تاکتیکی اصلی نیروی زمینی ایالات متحده شد.
پاتریوت توسط شرکت ریتیون در ماساچوست و شعبه موشک‌ها و کنترل آتش لاکهید مارتین در فلوریدا ساخته شده‌است. علاوه بر ایالات متحده، کشورهای آلمان، یونان، اسراییل، ژاپن، کویت، هلند، عربستان سعودی، مصر، اردن، اسپانیا و تایوان نیز مجهز به این موشک هستند و قطر هم قراردادی هفت میلیارد دلاری برای خرید این سامانه در سال ۲۰۱۴ امضا کرد. سامانه دفاع موشکی پاتریوت به‌طور گسترده در جنگ عراق شرکت داشته. سکوی پرتاب سامانه پاتریوت به یک رادار وابسته است. این سامانه از راداری زمینی برای جستجو، شناسایی و رهگیری هدف استفاده می‌کند. در زمانی که رادار پاتریوت روی هدف قفل می‌کند، موشک روی هدف در ۵۰ مایلی قفل می‌شود.سامانه پاتریوت حتی قادر است بدون مداخله انسان به‌طور کاملاً خودکار کار کند. موشک‌های پاتریوت از یک سکوی زمینی پرتاب می‌شوند.

## پرتاب‌کننده و دیگر سامانه‌ها
سکوی پرتاب موشک پاتریوت ۴ تا ۱۶ پرتاب‌کننده دارد. تمام پرتاب‌کننده‌ها در سکو با یک مرکز کنترل به نام «کامیون کنترل درگیری» از طریق کابل‌های فیبری هوشمند یا رادیویی با هم در ارتباط هستند. این کامیون‌ها فرمان را به پرتاب‌کننده برای شلیک موشک ارسال می‌کنند.
هر پرتاب‌کننده به اندازه یک تریلی است. یک پرتاب‌کننده می‌تواند ۴ موشک PAC-2 یا ۱۶ موشک PAC-3 در خود نگه می‌دارد. بعد از وارد کردن موشک‌ها، یک کامیون تأمین مجدد با یک جرثقیل به پرتاب‌کننده می‌چسبد و آن را با موشک‌های جدید بارگذاری می‌کند.

## نگارخانه

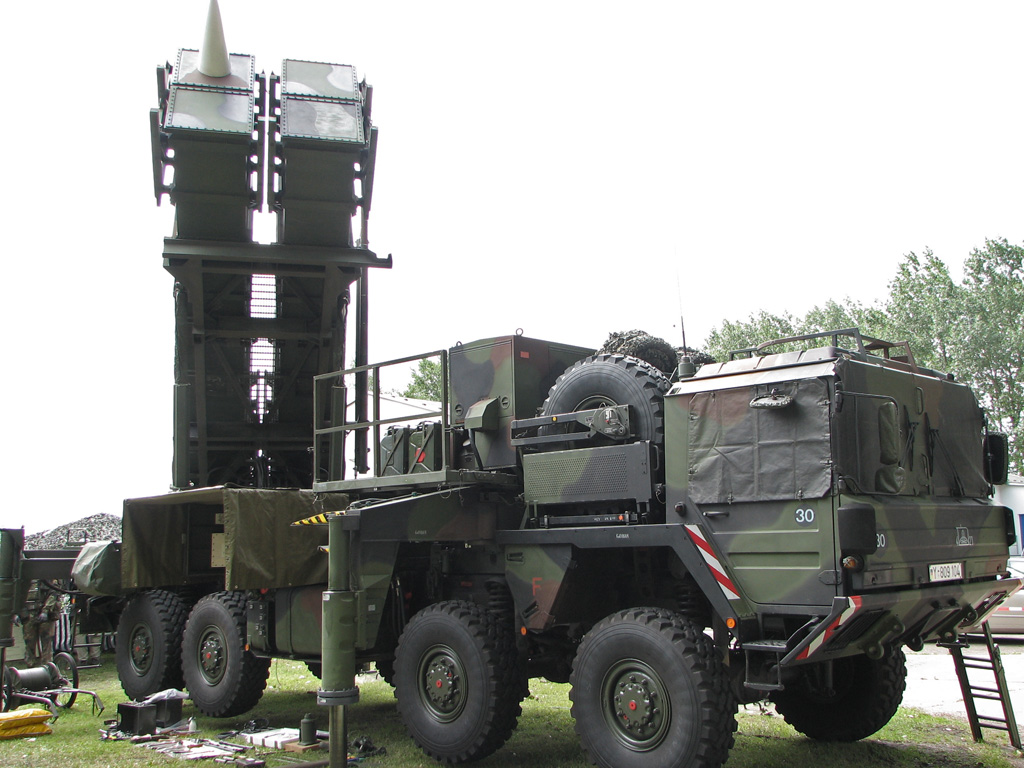
سامانه پاتریوت لوفت‌وافه (نیروی هوایی آلمان) ۲۰۰۵
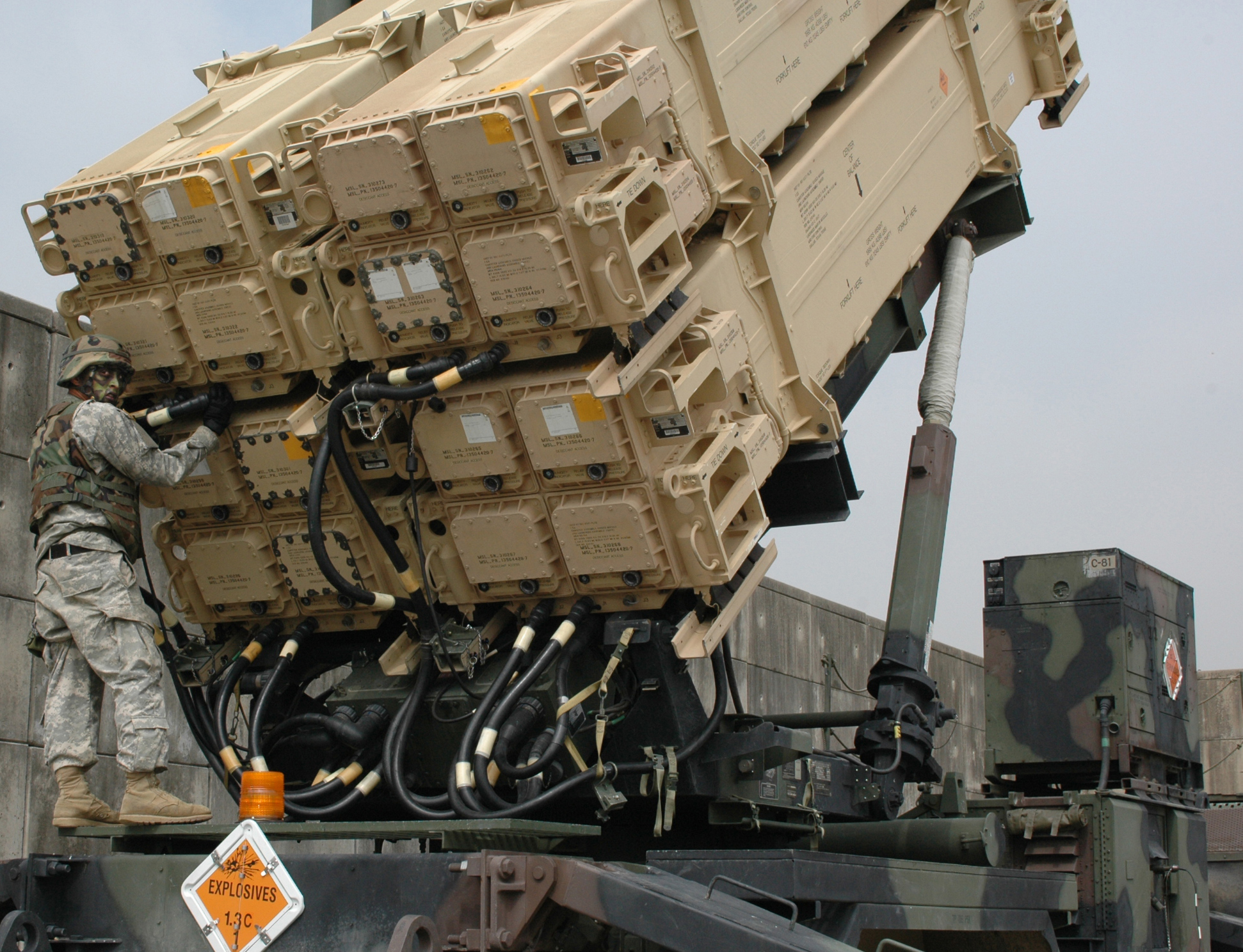
سکوی پرتاب موشک PAC-3، چهار موشک در هر محفظه (کانیستر)
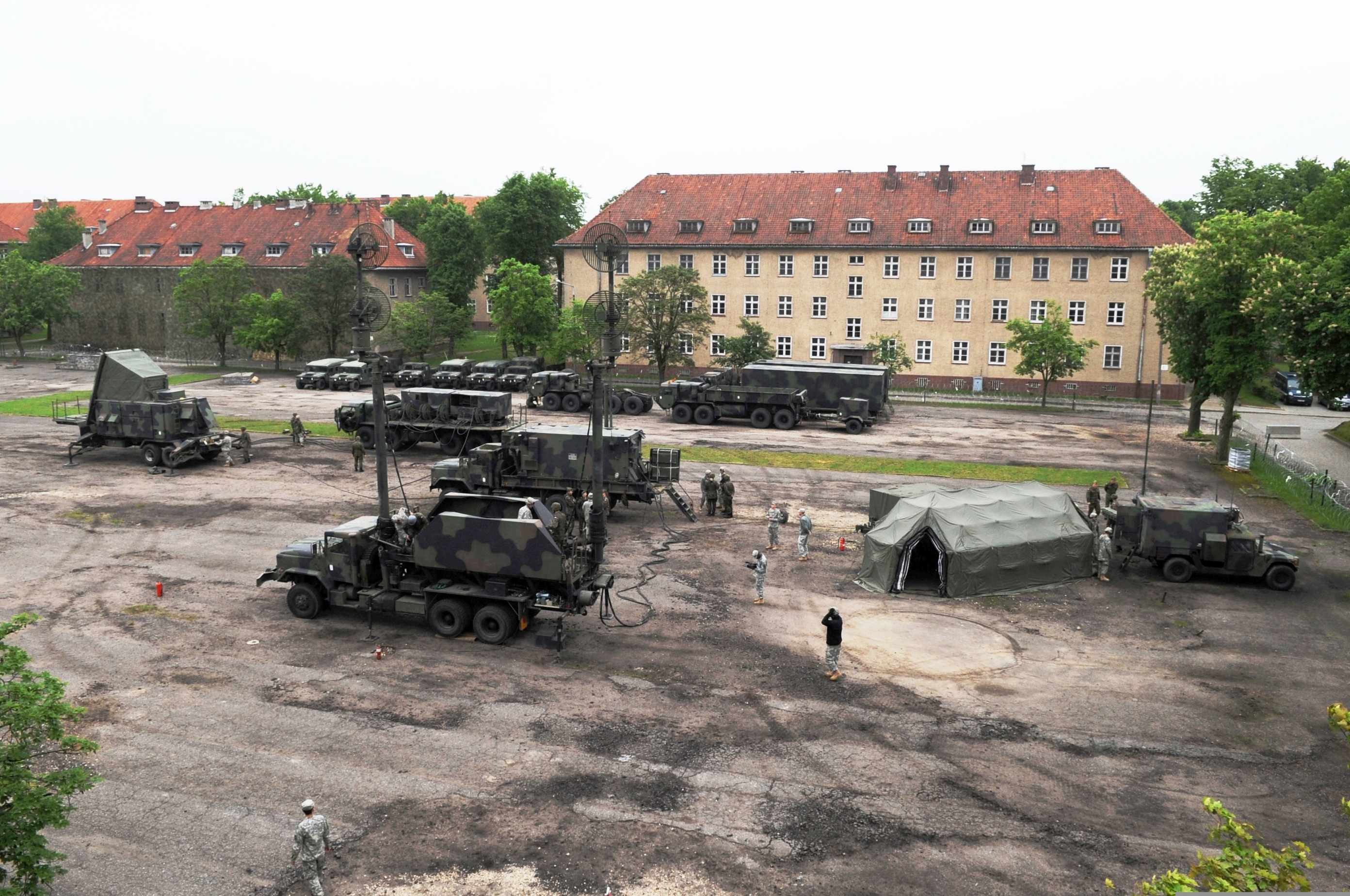
سربازان آمریکایی در حال آموزش تعدادی از سربازان لهستانی برای تعمیر و نگهداری سامانه پاتریوت (۲۰۱۰)
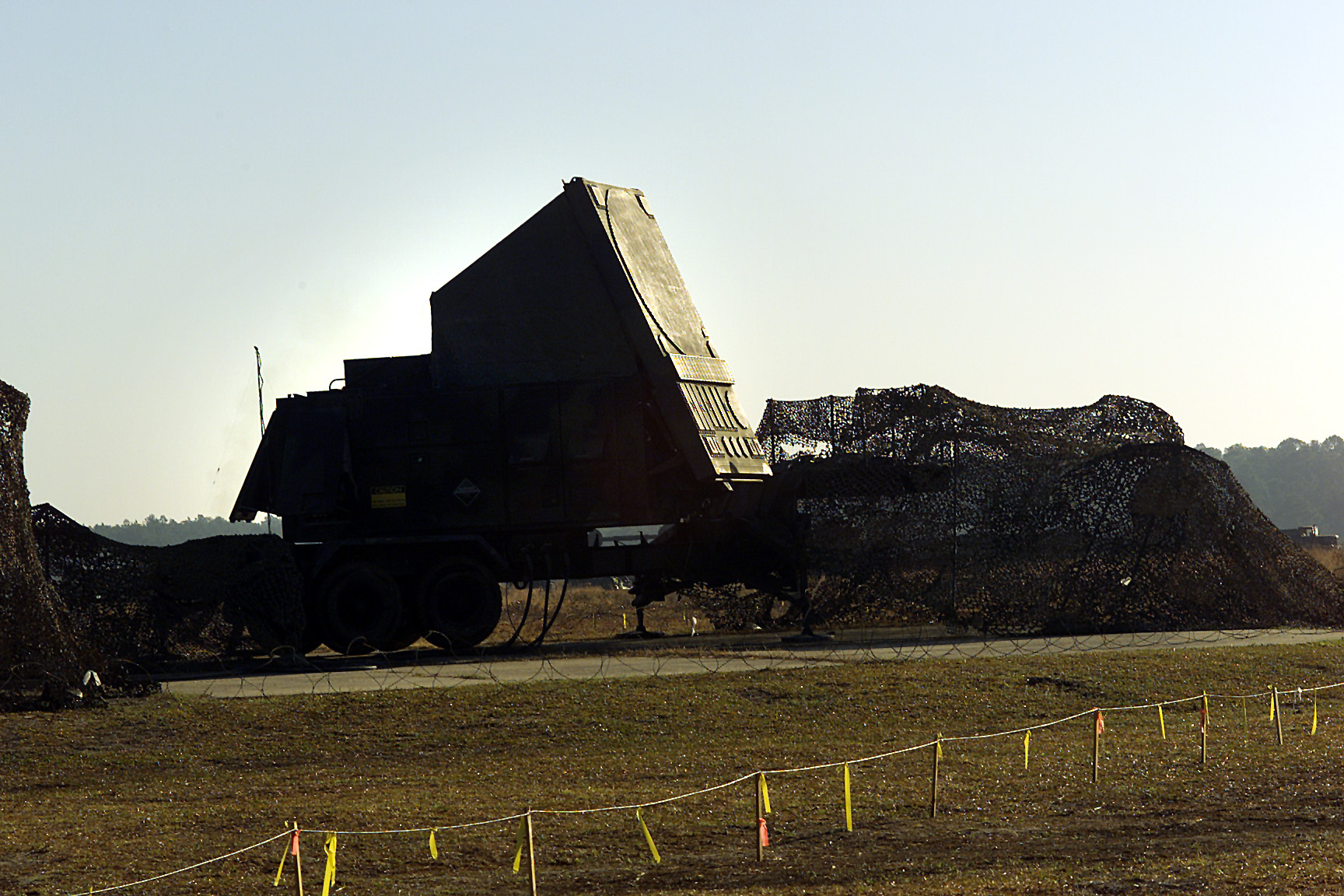
سامانه راداری AN/MPQ-53  برای ردیابی هدف و هدایت موشک